# Aptesis catulus
Aptesis catulus là một loài tò vò trong họ Ichneumonidae.